# Cobitis vardarensis
Cobitis vardarensis је зракоперка из реда Cypriniformes.

## Угроженост
Ова врста је наведена као последња брига, јер има широко распрострањење и честа је врста.

## Распрострањење
Ареал врсте је ограничен на мањи број држава. 
Присутна је у следећим државама: Грчка, Македонија, Србија и Албанија.

## Станиште
Станишта врсте су језера и језерски екосистеми и слатководна подручја у сливу Егејског мора.